# Хлебопатке
Хлебопатке (енгл. Breadwinners) америчка је анимирана телевизијска серија чији су творци Гари „Дудлс” Дирафаел и Стив Борст за канал Nickelodeon.
У Србији се серија приказује од 14. јула 2020. године на каналу Nicktoons, синхронизована на српски језик. Синхронизацију је радио студио Голд диги нет.

## Радња
Прича прати два буразера, Свеј-Свеј и Бадус, који су најбољи пријатељи,који такође имају свог љубимца, Жељка. Они већ сваки дан баце муштерије хлебове што они желе, као и његов мајстор, Хлебо-творац.

## Улоге
| Име лика                   | Енглески глас   | Српски глас                                   |
| -------------------------- | --------------- | --------------------------------------------- |
| Свеј "СвејСвеј" Бредвинер  | Роби Дејмонд    | Милан Антонић                                 |
| Бадус Boн Дус Берсукович I | Ерик Бауза      | Милош Дашић (дијалози) Марко Марковић (песме) |
| Хлебо-творац               | Фред Таташор    | Марко Марковић Немања Вановић (неке епизоде)  |
| Тaлониус Ц. Миди           | С. Скот Булок   | Томаш Сарић                                   |
| Кета Мастеркар             | Кари Валгрен    | Ивана Тењовић                                 |
| Рамбамбу Полис             | Одри Василевски | Ања Орељ                                      |
| Унски Грејт                | Нолан Норт      | Бојан Хлишћ                                   |
| Сторк Памперс              | Мајкл Леон Вули | Предраг Дамњановић                            |